# Eilema niveata
Eilema niveata là một loài bướm đêm thuộc phân họ Arctiinae, họ Erebidae.